# Glyphidocera lactiflosella
Glyphidocera lactiflosella is een vlinder uit de familie van de dominomotten (Autostichidae). De wetenschappelijke naam van de soort is voor het eerst geldig gepubliceerd in 1878 door Chambers.